# Black-Box (manga)
Pour les articles homonymes, voir Black Box.
Black-Box (ブラックボックス, Burakkubokkusu) est un seinen manga écrit et dessiné par Tsutomu Takahashi. Il est prépublié du 25 juin 2015 au 25 mars 2019 dans le Monthly Afternoon, puis publié en volumes reliés par l'éditeur japonais Kōdansha. La version française est éditée par Pika Édition à partir d'avril 2022.

## Synopsis
Un père en prison pour meurtre, un grand frère arrêté pour le même motif : Ryoga Ishida fait partie d’une « famille de tueurs ». Malgré l’agitation des médias qui le soupçonnent d’être lui aussi un assassin, Ryoga s’accroche à son talent et aux lettres que lui envoie son père pour faire ses premiers pas en tant que boxeur professionnel. Son but ? Devenir le plus grand des champions.

## Manga
Le manga Black-Box est publié du 25 juin 2015, au 25 mars 2019 dans le Monthly Afternoon. Depuis, la série est éditée sous forme de volumes reliés par l'éditeur japonais Kōdansha et compte un total de 6 tomes,. La version française est publiée par Pika Édition à partir du 20 avril 2022.

### Liste des volumes
| no | Japonais         | Japonais          | Français       | Français          |
| no | Date de sortie   | ISBN              | Date de sortie | ISBN              |
| --- | ---------------- | ----------------- | -------------- | ----------------- |
| 1 | 22 janvier 2016  | 978-4-06-388112-7 | 20 avril 2022  | 978-2-81-164115-3 |
| Liste des chapitres : - 1-R : 石田凌駕 (Ishida Ryōga) - 2-R : チャンピオン大作戦 (Chanpion dai sakusen) - 3-R : 死ぬ気で来い！ (Shinuki de koi!) - 4-R : 解消ミッション (Kaishō misshon) - 5-R : ＵＰＳＩＤＥ ＤＯＷＮ |                  |                   |                |                   |
| 2 | 26 mai 2016      | 978-4-06-388140-0 | 15 juin 2022   | 978-2-81-167014-6 |
| Liste des chapitres : - 6-R : Ｄｏｎ’ｔ ｔｈｉｎｋ．Ｆｅｅｌ！ - 7-R : 志藤レオン (Shidō Reon) - 8-R : 交錯のエナジー (Kōsaku no enajī) - 9-R : 負けず嫌いシンドローム (Makezugirai shindorōmu) |                  |                   |                |                   |
| 3 | 22 novembre 2016 | 978-4-06-388216-2 | 24 août 2022   | 978-2-81-167036-8 |
| Liste des chapitres : - 10-R : 気になるアイツ (Ki ni naru aitsu) - 11-R : キルキルゴー (Kuri kuri gō) - 12-R : 黒のノスタルジア (Kuro no nosutarujia) - 13-R : パンチDEお願い！ (Panchi DE onegai!) - 14-R : 悪魔にリクエスト (Akuma ni rikuesto) |                  |                   |                |                   |
| 4 | 23 juin 2017     | 978-4-06-388252-0 |                |                   |
| Liste des chapitres : - 15-R : エキサイトな二人 (Ekisaitona futari) - 16-R : モーレツ後楽園 (Mōretsu Kōrakuen) - 17-R : 炎のダウン (Honō no daun) - 18-R : 消えない火種 (Kienai hidane) - 19-R : 処刑させてもらいます (Shokei sa sete moraimasu) - 20-R : 炎のツバぜり合い (Honō no tsuba zeri ai) |                  |                   |                |                   |
| 5 | 23 mai 2018      | 978-4-06-511444-5 |                |                   |
| Liste des chapitres : - 21-R : コーナーポストより愛をこめて (Kōnāposuto yori ai o komete) - 22-R : 鼻血だヨ！ 全員集合 (Hanajija yo! Zen'in shūgō) - 23-R : ブラックサウスポー (Burakku sausupō) - 24-R : 男と男のラブゲーム (Otoko to otoko no rabugēmu) - 25-R : ワタシ呪いのサウスポー (Watashi noroi no sausupō) - 26-R : 湾岸エレジー (Wangan erejī) - 27-R : 二人の人道橋 (Futari no hito dōhashi) - 28-R : 涙のマッチメイク (Namida no matchi meiku) - 29-R : 逆行の二人 (Gyakkō no futari)                                               |                  |                   |                |                   |
| 6 | 21 juin 2019     | 978-4-06-516038-1 |                |                   |
| Liste des chapitres : - 30-R : 絆番外地 (Kizuna bangaichi) - 31-R : 独占！！ 女の１Ｒ！！ (Dokusen!! On'na no 1R!!) - 32-R : ジョー ｖｓ．ホセ (Jō VS. Hose) - 33-R : 兄弟仁義 (Kyōdai jingi) - 34-R : クロスロード (Kurosurōdo) - 35-R : 愛の九段下 (Ai no Kudanshita) - 36-R : ＲＲ-２ - 37-R : ブラックアウト (Burakku auto) - 38-R : パンチ一直線 (Panchi ichokusen) - 39-R : 約束パンチ (Yakusoku panchi) - 40-R : 裏切りの四角いジャングル (Uragiri no shikakui janguru) - 41-R : ＢＬＡＣＫ ＢＯＸ - FINAL-R : 真っ黒な灰 (Makkurona hai) |                  |                   |                |                   |

## Réception
Black-Box a été l'une des œuvres recommandées par le jury lors du 21e Japan Media Arts Festival en 2018.